# Pápa
Pápa é uma cidade histórica do condado de Veszprém, Hungria, localizada perto do extremo norte das colinas Bakony e famosa por sua arquitetura barroca. Com seus 33.000 habitantes, ela é o centro cultural, econômico e turístico da região.